# Scleroglossum mauruense
Scleroglossum mauruense là một loài dương xỉ trong họ Polypodiaceae. Loài này được J.W.Moore mô tả khoa học đầu tiên năm 1933.